# Werner Bätzing
Werner Bätzing (* 24. Juni 1949 in Kassel) ist emeritierter Professor für Kulturgeographie am Institut für Geographie der Friedrich-Alexander-Universität Erlangen-Nürnberg (FAU).

## Werdegang
Als Sohn des evangelischen Pfarrers Gerhard Bätzing wuchs Werner Bätzing zunächst in dem nordhessischen Dorf Istha und ab 1956 in der Kleinstadt Fritzlar auf. Nach dem Abitur 1968 an der dortigen König-Heinrich-Schule studierte er von 1968 bis 1974 Evangelische Theologie und Philosophie an der Kirchlichen Hochschule Bethel/Bielefeld und an den Universitäten Tübingen und Heidelberg. Nach dem 1. Theologischen Examen arbeitete er 1974/75 als Religionslehrer an einem Gymnasium in Berlin, suchte dann aber eine andere Lebensausrichtung. Er absolvierte eine Lehre zum Sortimentsbuchhändler und war anschließend bis 1983 in verschiedenen Berliner Buchhandlungen und Verlagen als Buchhändler, Buchhersteller und Lektor tätig. 1982 war er anderthalb Jahre als Repräsentant der „Nordhessischen Fachwerkhausbörse“ in einem Architekturbüro beschäftigt.
Schon seit 1976 von den Alpen fasziniert, studierte er von 1983 bis 1987 Geographie und Philosophie an der Technischen Universität Berlin, bei gleichzeitiger selbständiger Verlags- und publizistischer Tätigkeit zum Thema „Alpen“. Nach dem Magister-Examen wurde er 1987 Doktorand am Geographischen Institut der TU Berlin und Lehrbeauftragter am Institut für Landschafts- und Freiraumplanung der TU. 1988 wechselte er als Assistent von Paul Messerli an das Geographische Institut der Universität Bern (Schweiz), wo er im Dezember 1989 in Geographie promoviert wurde. Von 1990 bis 1995 war er Oberassistent und Dozent am Geographischen Institut der Universität Bern, wo er im Januar 1993 die Habilitation für das Fach Geographie erwarb. Nach einer Gastprofessur im Wintersemester 1994/95 am Institut für Geographie der Universität Wien (Österreich) wurde er im Juli 1995 als Professor für Kulturgeographie an das Institut für Geographie der Universität Erlangen-Nürnberg berufen. 
Seit seiner Emeritierung Ende September 2014 ist er Leiter des Archivs für integrative Alpenforschung. Daneben engagierte er sich für den piemontesischen Weitwanderweg Grande Traversata delle Alpi, der – als Projekt des sanften Tourismus – von der Schweizer Grenze bis zum Mittelmeer bei Ventimiglia führt.

## Forschung
Bätzing forscht, lehrt und veröffentlicht hauptsächlich zum Thema Alpen, daneben beschäftigt er sich auch mit Franken. Seine Forschungsschwerpunkte liegen im Bereich Nachhaltige Regionalentwicklung im ländlichen Raum (Balance Wirtschaft – Gesellschaft – Umwelt) sowie deren raum- und regionalplanerischer Umsetzung. Als Summe dieser „über vierzig Jahre langen empirischen Analysen der Mensch-Umwelt-Beziehungen im Alpenraum“ sowie der „über fünfzig Jahre langen Auseinandersetzungen mit philosophischen Grundsatzfragen der Mensch-Natur-Beziehung“ – dies vor allem mit seiner Frau, der Philosophin Evelyn Hanzig-Bätzing – veröffentlichte er 2023 sein Werk „Homo destructor“. Die NZZ lobte es als „grossen Wurf“, der präzise Recherchen mit profunder Reflexion vereine.
Eine Liste der Publikationen von Bätzing hat das Institut für Geographie der FAU 2018 online publiziert (mit Stand November 2017).

## Fachgebiete
- Gebirgsforschung
- Regionale Geographie des Alpenraums
- Bevölkerungsgeographie
- Wirtschaftsgeographie
  - Agrargeographie
  - Tourismusgeographie
- Raumordnung, Raum-, Regional-, Landschaftsplanung
- sozio-ökonomischer Strukturwandel in Industriestaaten (Tertiarisierung)
- Wissenschaftstheorie
- Naturphilosophie
- Humanökologie

## Funktionen und Mitgliedschaften
Bätzing ist korrespondierendes Mitglied der Akademie für Raumforschung und Landesplanung (ARL) in Hannover, Mitglied der Landesarbeitsgemeinschaft Bayern an dieser Akademie, Beiratsmitglied im internationalen Verein Pro Vita Alpina, wissenschaftlicher Berater der Internationalen Alpenschutzkommission CIPRA (Vaduz) sowie Mitglied im internationalen Projekt-Beirat Gemeindenetzwerk – Allianz in den Alpen.

## Auszeichnungen
2014 wurde er mit der Bayerischen Staatsmedaille für besondere Verdienste um die Umwelt ausgezeichnet.

## Werke (Auswahl)
- Welche Zukunft für strukturschwache nicht-touristische Alpentäler? Eine geographische Mikroanalyse des Neraissa-Tals in den Cottischen Alpen, Provinz Cuneo, Piemont, Italien. Geographisches Institut der Universität Bern 1990, ISBN 3-906290-60-3 (Dissertation)
- Kleines Alpen-Lexikon. Umwelt – Wirtschaft – Kultur. C.H. Beck, München 1997, ISBN 3-406-42005-2
- Das Alpenkonventionsthema‚ Bevölkerung und Kultur – eine Analyse seiner aktuellen Situation auf dem Hintergrund des alpenweiten Strukturwandels von Umwelt, Wirtschaft und Gesellschaft. Bundesministerium für Umwelt, Naturschutz und Reaktorsicherheit, Berlin 2002; Kurzfassung: Die aktuellen Veränderungen von Umwelt, Wirtschaft, Gesellschaft und Bevölkerung in den Alpen, Berlin 2002 (Webdokument, pdf 4,7 MB)
- Die Alpen – Geschichte und Zukunft einer europäischen Kulturlandschaft. C.H. Beck, München 2015, 4. Auflage, ISBN 978-3-406-67339-9.
- Grande Traversata delle Alpi, Teil 2: Der Süden. Rotpunktverlag, Zürich 2003, ISBN 3-85869-257-3.
- Grande Traversata delle Alpi, Teil 1: Der Norden. Rotpunktverlag, Zürich 2005, ISBN 3-85869-256-5.
- Bildatlas Alpen – eine Kulturlandschaft im Portrait. Primus Verlag, Darmstadt 2005, ISBN 3-89678-527-3.
- mit Evelyn Hanzig-Bätzing: Entgrenzte Welten. Die Verdrängung des Menschen durch Globalisierung von Fortschritt und Freiheit. Rotpunktverlag, Zürich 2005, ISBN 3-85869-295-6
- mit Michael Kleider: Die Seealpen. Rotpunktverlag, Zürich 2006, ISBN 3-85869-317-0.
- mit Hannes Hoffert-Hösl: Der Ötscher – Wanderungen in den niederösterreichischen Kalkalpen. Rotpunktverlag, Zürich 2015, ISBN 978-3-85869-651-9.
- Zwischen Wildnis und Freizeitpark. Eine Streitschrift zur Zukunft der Alpen. Rotpunktverlag, Zürich 2017, 2. Auflage, ISBN 978-3-85869-648-9.
- Das Landleben: Geschichte und Zukunft einer gefährdeten Lebensform, C.H. Beck Verlag, München 2020, ISBN 978-3406748257.
- Alm- und Alpwirtschaft im Alpenraum. Eine interdisziplinäre und internationale Bibliographie, context verlag Augsburg | Nürnberg, Augsburg 2021, ISBN 978-3-946917-29-8.
- Homo destructor. Eine Mensch-Umwelt-Geschichte. Von der Entstehung des Menschen zur Zerstörung der Welt. C.H. Beck, München 2023, ISBN 978-3-406-80668-1.